# Matabelina fulva
Matabelina fulva är en kackerlacksart som beskrevs av Karlis Princis 1955. Matabelina fulva ingår i släktet Matabelina och familjen småkackerlackor.
Artens utbredningsområde är Zimbabwe. Inga underarter finns listade i Catalogue of Life.